# Chương (âm nhạc)
Chương nhạc là một thành phần nhỏ trong một tác phẩm âm nhạc hoặc hình thức âm nhạc. Trong khi một chương riêng lẻ được chọn từ một tác phẩm đôi khi được thực hiện riêng lẻ, thì việc trình diễn tác phẩm hoàn chỉnh đòi hỏi tất cả các chương phải được thực hiện liên tiếp. Chương là một bộ phận, "một đơn vị cấu trúc chính được coi là kết quả của sự trùng hợp của một số lượng tương đối lớn các hiện tượng cấu trúc".
Một đơn vị của tác phẩm lớn hơn có thể tự nó như một tác phẩm hoàn chỉnh. Sự phân chia như vậy thường là khép kín. Thông thường, chuỗi các chương được sắp xếp theo nhịp nhanh-chậm-nhanh hoặc theo một số thứ tự khác để tạo ra sự tương phản.— Benward & Saker (2009), Music in Theory and Practice: Volume II